# Rhizosphaerina variabilis
Rhizosphaerina variabilis är en svampart som beskrevs av B. Sutton 1986. Rhizosphaerina variabilis ingår i släktet Rhizosphaerina, divisionen sporsäcksvampar och riket svampar.   Inga underarter finns listade i Catalogue of Life.